# Serie A 2014–15
Serie A 2014–15 (được gọi là Serie A TIM vì lý do tài trợ) là mùa giải thứ 113 của giải bóng đá hàng đầu Ý, mùa giải thứ 83 trong một giải đấu vòng tròn tính điểm và là mùa giải thứ năm kể từ khi được tổ chức theo một ủy ban giải đấu tách biệt với Serie B. Giải đấu bắt đầu vào ngày 30 tháng 8 năm 2014.
Tổng cộng có 20 đội tham gia giải đấu: 17 đội từ mùa giải 2013–14 và ba đội thăng hạng từ Serie B 2013–14. Juventus là nhà vô địch, đã bảo vệ thành công danh hiệu của mình. Vào ngày 2 tháng 5 năm 2015, Juventus đã giành được Scudetto lần thứ tư liên tiếp.

## Sự kiện

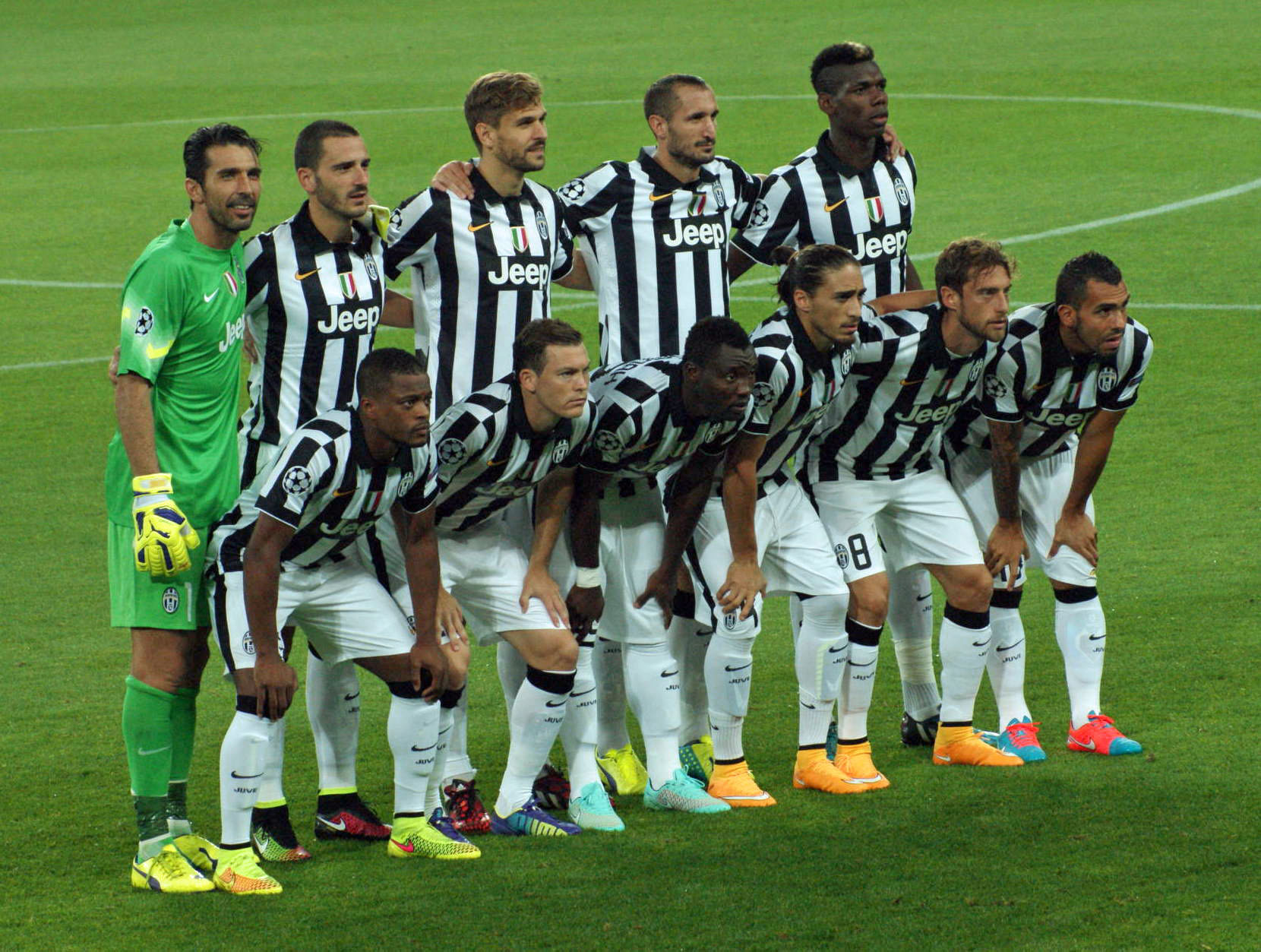
Đội Juventus 2014–15

Mùa giải chứng kiến sự trở lại của Palermo sau chỉ một mùa giải ở giải hạng hai và Empoli, đội bóng đã xuất hiện lần cuối vào mùa giải 2007–08. Cesena, đội chiến thắng trong trận play-off, đã trở lại giải đấu cao nhất sau hai năm ở Serie B.
Giai đoạn trước mùa giải chứng kiến hai lần thay đổi quyền sở hữu: Cagliari được bán từ Massimo Cellino cho doanh nhân người Milan Tommaso Giulini, cựu thành viên hội đồng quản trị tại Internazionale. Sampdoria đã được bán bởi Edoardo Garrone (con trai của cố Riccardo Garrone) cho doanh nhân điện ảnh Massimo Ferrero có trụ sở tại Roma.
Mùa giải cũng bị ảnh hưởng bởi các vấn đề tài chính nghiêm trọng liên quan đến Parma, bao gồm hai vụ tiếp quản gây tranh cãi trong mùa giải, chủ tịch cuối cùng là Giampietro Manenti bị bắt vào ngày 18 tháng 3 năm 2015 với cáo buộc rửa tiền và câu lạc bộ cuối cùng bị tòa án địa phương tuyên bố phá sản ngay vào ngày hôm sau.
Giải Serie A mùa giải này có số bàn thắng trung bình cao hơn bất kỳ giải đấu hàng đầu nào khác trong năm giải đấu hàng đầu ở châu Âu.

## Các đội bóng

### Sân vận động
| Câu lạc bộ     | Thành phố | Sân vận động                | Sức chứa | Mùa 2013–14                   |
| -------------- | --------- | --------------------------- | -------- | ----------------------------- |
| Atalanta       | Bergamo   | Atleti Azzurri d'Italia     | 26.542   | thứ 11                        |
| Cagliari       | Cagliari  | Sant'Elia                   | 16.000   | thứ 15                        |
| Cesena         | Cesena    | Dino Manuzzi                | 23.900   | Serie B (thăng hạng play-off) |
| Chievo Verona  | Verona    | Marc'Antonio Bentegodi      | 38.402   | thứ 16                        |
| Empoli         | Empoli    | Carlo Castellani            | 16.800   | Á quân Serie B                |
| Fiorentina     | Florence  | Artemio Franchi             | 47.282   | thứ 4                         |
| Genoa          | Genoa     | Luigi Ferraris              | 36.685   | thứ 13                        |
| Hellas Verona  | Verona    | Marc'Antonio Bentegodi      | 38.402   | thứ 10                        |
| Internazionale | Milan     | San Siro                    | 80.018   | thứ 5                         |
| Juventus       | Turin     | Juventus                    | 41.254   | Vô địch Serie A               |
| Lazio          | Roma      | Olimpico                    | 72.698   | thứ 9                         |
| AC Milan       | Milan     | San Siro                    | 80.018   | thứ 8                         |
| Napoli         | Naples    | San Paolo                   | 60.240   | thứ 3                         |
| Palermo        | Palermo   | Renzo Barbera               | 36.349   | Vô địch Serie B               |
| Parma          | Parma     | Ennio Tardini               | 27.906   | thứ 6                         |
| AS Roma        | Roma      | Olimpico                    | 72.698   | Á quân Serie A                |
| Sampdoria      | Genoa     | Luigi Ferraris              | 36.685   | thứ 12                        |
| Sassuolo       | Sassuolo1 | Mapei – Città del Tricolore | 23.717   | thứ 17                        |
| Torino         | Turin     | Olimpico Torino             | 27.994   | thứ 7                         |
| Udinese        | Udine     | Friuli                      | 30.642   | thứ 14                        |

1. Sassuolo thi đấu tại Reggio Emilia.

### Nhân sự và nhà tài trợ
| Atalanta       | Antonio Percassi      | Edoardo Reja         | Gianpaolo Bellini    | Nike        | SuisseGas | Phía trước - Konica Minolta Phía sau - Bergamopost/Oriocenter/Consorzio Fidi Confartigianato Bergamo - Confiab/Stone City/Caffè Toraldo/Italia Paghe/ONE Power&Gas |
| Cagliari       | Tommaso Giulini       | Gianluca Festa       | Daniele Conti        | Kappa       | Sardegna/Brigante/Sol.Bat/Pecorino Romano/ICIB/IN.ECO/iziPlay/Fluorsid/Termomeccanica Energia/subito.it/Vestis/portalesardegna.com/CRAI/Io tifo positivo/Alarm System | Phía trước - Tiscali/Indoona Phía sau - Intesa Sanpaolo |
| Cesena         | Giorgio Lugaresi      | Domenico Di Carlo    | Davide Succi         | Lotto       | Prink | không |
| Chievo Verona  | Luca Campedelli       | Rolando Maran        | Sergio Pellissier    | Givova      | Paluani/Jetcoin | Phía trước - Midac Batteries Phía sau - Nobis Assicurazioni |
| Empoli         | Fabrizio Corsi        | Maurizio Sarri       | Davide Moro          | Royal       | NGM Smartphones | Phía trước - Computer Gross Phía sau - Banca Dinamica |
| Fiorentina     | Mario Cognigni        | Vincenzo Montella    | Manuel Pasqual       | Joma        | Save the Children/Volkswagen/Val di Fassa | Phía trước - Save the Children Phía sau - Save the Children |
| Genoa          | Enrico Preziosi       | Gian Piero Gasperini | Nicolás Burdisso     | Lotto       | Fuori Sanremo RadioItalia/DF Sport Specialist | Phía trước - McVitie's |
| Hellas Verona  | Maurizio Setti        | Andrea Mandorlini    | Luca Toni            | Nike        | Franklin & Marshall | Phía trước - agsm/Leaderform Phía sau - Manila Grace |
| Internazionale | Erick Thohir          | Roberto Mancini      | Andrea Ranocchia     | Nike        | Pirelli | không |
| Juventus       | Andrea Agnelli        | Massimiliano Allegri | Gianluigi Buffon     | Nike        | Jeep/Expo 2015 | không |
| Lazio          | Claudio Lotito        | Stefano Pioli        | Stefano Mauri        | Macron      | Clinica Paideia/Hiệp hội Ý chống lại bệnh bạch cầu, ung thư hạch và u tủy                                                                                             | không |
| AC Milan       | Silvio Berlusconi     | Filippo Inzaghi      | Riccardo Montolivo   | Adidas      | Fly Emirates | không |
| Napoli         | Aurelio De Laurentiis | Rafael Benítez       | Marek Hamšík         | Macron      | Lete | Phía trước - Pasta Garofalo |
| Palermo        | Maurizio Zamparini    | Giuseppe Iachini     | Stefano Sorrentino   | Joma        | Rosanero Cares | Phía trước - CBM Sport |
| Parma          | trống sau khi phá sản | Roberto Donadoni     | Alessandro Lucarelli | Erreà       | Folletto | Phía trước - Energy T.I. Group/SanThè Sant'Anna Phía sau - Piazza Italia/Bava Srl/Risparmio Casa/INC Hotels/Corona Carta/Birra Parma/NordestWash/Dac a trá/Hotel Due Mari Sestri Levante/Ranieri/Caesars Palace Luxury/CRAI Tirreno/Un Posto al Sole Ristorante/Twin's Cafè/Edil P.3 |
| AS Roma        | James Pallotta        | Rudi Garcia          | Francesco Totti      | Nike        | Telethon | không |
| Sampdoria      | Massimo Ferrero       | Siniša Mihajlović    | Angelo Palombo       | Kappa       | Sin City: A Dame to Kill For/Parà Tempotest | không |
| Sassuolo       | Carlo Rossi           | Eusebio Di Francesco | Francesco Magnanelli | Sportika    | Mapei | không |
| Torino         | Urbano Cairo          | Giampiero Ventura    | Kamil Glik           | Kappa       | Fratelli Beretta | Phía trước - Suzuki/Suzuki Vitara Phía sau - Tecnoalarm |
| Udinese        | Franco Soldati        | Andrea Stramaccioni  | Antonio Di Natale    | HS Football | Dacia | Phía trước - Alcott/Upim |

- Ngoài ra, trang phục của trọng tài hiện đang được sản xuất bởi Diadora, và Nike có quả bóng thi đấu mới, Ordem Serie A.

### Thay đổi huấn luyện viên
| Câu lạc bộ     | HLV ra đi          | Lý do            | Ngày ra đi | Vị trí trên BXH | Được thay bởi        | Ngày ký    |
| -------------- | ------------------ | ---------------- | ---------- | --------------- | -------------------- | ---------- |
| Udinese        | Francesco Guidolin | Thay đổi vai trò | 20/5/2014  | Trước mùa giải  | Andrea Stramaccioni  | 4/6/2014   |
| AC Milan       | Clarence Seedorf   | Sa thải          | 9/6/2014   | Trước mùa giải  | Filippo Inzaghi      | 9/6/2014   |
| Lazio          | Edoardo Reja       | Từ chức          | 12/6/2014  | Trước mùa giải  | Stefano Pioli        | 12/6/2014  |
| Cagliari       | Ivo Pulga          | Sa thải          | 20/6/2014  | Trước mùa giải  | Zdeněk Zeman         | 20/6/2014  |
| Juventus       | Antonio Conte      | Từ chức          | 15/7/2014  | Trước mùa giải  | Massimiliano Allegri | 16/7/2014  |
| Chievo         | Eugenio Corini     | Sa thải          | 19/10/2014 | thứ 17          | Rolando Maran        | 19/10/2014 |
| Internazionale | Walter Mazzarri    | Sa thải          | 14/11/2014 | thứ 9           | Roberto Mancini      | 14/11/2014 |
| Cesena         | Pierpaolo Bisoli   | Sa thải          | 8/12/2014  | thứ 19          | Domenico Di Carlo    | 8/12/2014  |
| Cagliari       | Zdeněk Zeman       | Sa thải          | 23/12/2014 | thứ 18          | Gianfranco Zola      | 24/12/2014 |
| Atalanta       | Stefano Colantuono | Sa thải          | 4/3/2015   | thứ 17          | Edoardo Reja         | 4/3/2015   |
| Cagliari       | Gianfranco Zola    | Sa thải          | 9/3/2015   | thứ 18          | Zdeněk Zeman         | 9/3/2015   |
| Cagliari       | Zdeněk Zeman       | Từ chức          | 21/4/2015  | thứ 19          | Gianluca Festa       | 22/4/2015  |

## Bảng xếp hạng
| VT | Đội            | ST | T  | H  | B  | BT | BB | HS  | Đ  | Giành quyền tham dự hoặc xuống hạng    |
| -- | -------------- | -- | -- | -- | -- | -- | -- | --- | -- | -------------------------------------- |
| 1  | Juventus (C)   | 38 | 26 | 9  | 3  | 72 | 24 | +48 | 87 | Tham dự vòng bảng Champions League     |
| 2  | AS Roma        | 38 | 19 | 13 | 6  | 54 | 31 | +23 | 70 | Tham dự vòng bảng Champions League     |
| 3  | Lazio          | 38 | 21 | 6  | 11 | 71 | 38 | +33 | 69 | Tham dự vòng play-off Champions League |
| 4  | Fiorentina     | 38 | 18 | 10 | 10 | 61 | 46 | +15 | 64 | Tham dự vòng bảng Europa League        |
| 5  | Napoli         | 38 | 18 | 9  | 11 | 70 | 54 | +16 | 63 | Tham dự vòng bảng Europa League        |
| 6  | Genoa          | 38 | 16 | 11 | 11 | 62 | 47 | +15 | 59 |                                        |
| 7  | Sampdoria      | 38 | 13 | 17 | 8  | 48 | 42 | +6  | 56 | Tham dự vòng loại thứ ba Europa League |
| 8  | Internazionale | 38 | 14 | 13 | 11 | 59 | 48 | +11 | 55 |                                        |
| 9  | Torino         | 38 | 14 | 12 | 12 | 48 | 45 | +3  | 54 |                                        |
| 10 | AC Milan       | 38 | 13 | 13 | 12 | 56 | 50 | +6  | 52 |                                        |
| 11 | Palermo        | 38 | 12 | 13 | 13 | 53 | 55 | −2  | 49 |                                        |
| 12 | Sassuolo       | 38 | 12 | 13 | 13 | 49 | 57 | −8  | 49 |                                        |
| 13 | Hellas Verona  | 38 | 11 | 13 | 14 | 49 | 65 | −16 | 46 |                                        |
| 14 | Chievo         | 38 | 10 | 13 | 15 | 28 | 41 | −13 | 43 |                                        |
| 15 | Empoli         | 38 | 8  | 18 | 12 | 46 | 52 | −6  | 42 |                                        |
| 16 | Udinese        | 38 | 10 | 11 | 17 | 43 | 56 | −13 | 41 |                                        |
| 17 | Atalanta       | 38 | 7  | 16 | 15 | 38 | 57 | −19 | 37 |                                        |
| 18 | Cagliari (R)   | 38 | 8  | 10 | 20 | 48 | 68 | −20 | 34 | Xuống hạng Serie B                     |
| 19 | Cesena (R)     | 38 | 4  | 12 | 22 | 36 | 73 | −37 | 24 | Xuống hạng Serie B                     |
| 20 | Parma (R, L)   | 38 | 6  | 8  | 24 | 33 | 75 | −42 | 19 | Xuống hạng Serie D                     |

1. 1 2  Vì đội vô địch Coppa Italia 2014–15 (Juventus) đủ điều kiện tham dự giải đấu châu Âu dựa trên vị trí trên bảng xếp hạng, nên suất dành cho đội vô địch Coppa (vòng bảng Europa League) đã được chuyển cho đội đứng thứ năm và suất ban đầu dành cho đội đứng thứ năm (vòng loại thứ ba Europa League) đã được trao cho đội có thứ hạng cao nhất đã nhận được giấy phép của UEFA và chưa đủ điều kiện tham dự giải đấu châu Âu.
2. ↑  Genoa không xin được giấy phép UEFA từ Liên đoàn bóng đá Ý. Do đó, họ bị cấm tham gia các giải đấu châu Âu.[21] Genoa đã kháng cáo quyết định này, nhưng đơn kháng cáo đã bị bác bỏ.[22][23]
3. 1 2  Palermo xếp trên Sassuolo về đối đầu: Palermo 2-1 Sassuolo, Sassuolo 0-0 Palermo.
4. ↑  Parma bị trừ 7 điểm vì không trả lương cho cầu thủ.[24][25][26] Sau đó câu lạc bộ tuyên bố phá sản và được tái lập mà không có tư cách chuyên nghiệp.[27]

### Vị trí theo vòng
Bảng liệt kê vị trí của các đội sau mỗi vòng thi đấu. Để bảo toàn diễn biến theo trình tự thời gian, bất kỳ trận đấu nào bị hoãn đều không được tính vào vòng đấu mà ban đầu được lên lịch, mà được tính thêm vào vòng đấu diễn ra ngay sau đó. Ví dụ, nếu một trận đấu được lên lịch vào vòng 29 (Fiorentina gặp Sampdoria), nhưng sau đó bị hoãn rồi đấu bù giữa vòng 30 và 31, thì trận đấu đó được thêm vào bảng xếp hạng cho vòng 31.
| Đội ╲ Vòng     | 1        | 2  | 3  | 4  | 5  | 6  | 7  | 8  | 9  | 10 | 11 | 12 | 13 | 14 | 15 | 16 | 17 | 18 | 19 | 20 | 21 | 22 | 23 | 24 | 25 | 26 | 27 | 28 | 29 | 30 | 31 | 32 | 33 | 34 | 35 | 36 | 37 | 38 |   |
| -------------- | -------- | -- | -- | -- | -- | -- | -- | -- | -- | -- | -- | -- | -- | -- | -- | -- | -- | -- | -- | -- | -- | -- | -- | -- | -- | -- | -- | -- | -- | -- | -- | -- | -- | -- | -- | -- | -- | -- | - |
| Đội ╲ Vòng     | Juventus | 6  | 2  | 2  | 1  | 1  | 1  | 1  | 1  | 1  | 1  | 1  | 1  | 1  | 1  | 1  | 1  | 1  | 1  | 1  | 1  | 1  | 1  | 1  | 1  | 1  | 1  | 1  | 1  | 1  | 1  | 1  | 1  | 1  | 1  | 1  | 1  | 1  | 1 |
| AS Roma        | 2        | 3  | 1  | 2  | 2  | 2  | 2  | 2  | 2  | 2  | 2  | 2  | 2  | 2  | 2  | 2  | 2  | 2  | 2  | 2  | 2  | 2  | 2  | 2  | 2  | 2  | 2  | 2  | 2  | 3  | 3  | 3  | 3  | 2  | 2  | 2  | 2  | 2  |   |
| Lazio          | 18       | 8  | 12 | 15 | 9  | 8  | 6  | 5  | 3  | 3  | 5  | 6  | 7  | 6  | 3  | 3  | 3  | 3  | 5  | 4  | 4  | 6  | 5  | 4  | 4  | 3  | 3  | 3  | 3  | 2  | 2  | 2  | 2  | 3  | 3  | 3  | 3  | 3  |   |
| Fiorentina     | 20       | 16 | 10 | 9  | 10 | 9  | 11 | 11 | 10 | 10 | 11 | 10 | 8  | 9  | 8  | 8  | 9  | 6  | 6  | 6  | 6  | 4  | 4  | 5  | 5  | 5  | 5  | 6  | 4  | 5  | 6  | 6  | 7  | 5  | 5  | 5  | 5  | 4  |   |
| Napoli         | 4        | 9  | 15 | 10 | 8  | 7  | 7  | 7  | 7  | 5  | 3  | 3  | 3  | 5  | 7  | 4  | 4  | 4  | 3  | 3  | 3  | 3  | 3  | 3  | 3  | 4  | 4  | 5  | 6  | 4  | 4  | 4  | 4  | 4  | 4  | 4  | 4  | 5  |   |
| Genoa          | 15       | 15 | 9  | 8  | 11 | 11 | 10 | 9  | 9  | 6  | 6  | 5  | 4  | 3  | 5  | 6  | 5  | 7  | 7  | 7  | 9  | 7  | 6  | 7  | 7  | 7  | 8  | 10 | 10 | 10 | 7  | 7  | 6  | 7  | 7  | 6  | 6  | 6  |   |
| Sampdoria      | 8        | 5  | 7  | 5  | 4  | 3  | 3  | 4  | 5  | 4  | 4  | 4  | 5  | 4  | 4  | 5  | 6  | 5  | 4  | 5  | 5  | 5  | 7  | 6  | 6  | 6  | 6  | 4  | 5  | 6  | 5  | 5  | 5  | 6  | 6  | 7  | 7  | 7  |   |
| Internazionale | 12       | 4  | 6  | 4  | 5  | 10 | 9  | 8  | 8  | 9  | 9  | 9  | 11 | 12 | 11 | 11 | 11 | 9  | 9  | 10 | 13 | 10 | 10 | 8  | 9  | 9  | 7  | 9  | 9  | 8  | 10 | 9  | 9  | 8  | 8  | 8  | 8  | 8  |   |
| Torino         | 13       | 17 | 20 | 12 | 12 | 14 | 12 | 13 | 12 | 12 | 14 | 15 | 15 | 17 | 15 | 14 | 14 | 14 | 13 | 13 | 10 | 8  | 9  | 10 | 8  | 8  | 9  | 7  | 7  | 7  | 8  | 8  | 8  | 9  | 9  | 9  | 9  | 9  |   |
| AC Milan       | 1        | 1  | 4  | 7  | 6  | 5  | 4  | 6  | 4  | 7  | 7  | 7  | 6  | 7  | 6  | 7  | 7  | 8  | 8  | 11 | 8  | 11 | 11 | 9  | 10 | 10 | 10 | 8  | 8  | 9  | 9  | 10 | 10 | 11 | 10 | 11 | 10 | 10 |   |
| Palermo        | 9        | 14 | 16 | 14 | 19 | 19 | 16 | 18 | 15 | 13 | 12 | 13 | 12 | 11 | 10 | 10 | 8  | 10 | 10 | 8  | 7  | 9  | 8  | 11 | 11 | 11 | 11 | 11 | 11 | 11 | 11 | 11 | 11 | 10 | 11 | 10 | 11 | 11 |   |
| Sassuolo       | 10       | 18 | 17 | 18 | 20 | 20 | 19 | 15 | 13 | 14 | 13 | 11 | 10 | 10 | 12 | 12 | 10 | 11 | 11 | 12 | 11 | 12 | 12 | 12 | 12 | 14 | 13 | 14 | 12 | 12 | 12 | 15 | 16 | 16 | 16 | 13 | 12 | 12 |   |
| Hellas Verona  | 14       | 7  | 3  | 6  | 7  | 6  | 8  | 10 | 11 | 11 | 10 | 12 | 14 | 15 | 13 | 15 | 15 | 13 | 14 | 14 | 14 | 14 | 16 | 15 | 15 | 15 | 14 | 16 | 15 | 16 | 14 | 12 | 13 | 15 | 14 | 12 | 13 | 13 |   |
| Chievo         | 17       | 11 | 14 | 17 | 15 | 16 | 18 | 19 | 19 | 20 | 18 | 18 | 18 | 16 | 17 | 16 | 16 | 16 | 17 | 18 | 18 | 17 | 15 | 16 | 16 | 16 | 16 | 15 | 16 | 13 | 13 | 14 | 12 | 14 | 12 | 14 | 14 | 14 |   |
| Empoli         | 19       | 20 | 19 | 19 | 17 | 12 | 13 | 14 | 17 | 17 | 16 | 14 | 13 | 13 | 14 | 13 | 13 | 15 | 16 | 16 | 16 | 15 | 14 | 14 | 14 | 13 | 15 | 13 | 14 | 15 | 16 | 16 | 15 | 13 | 15 | 16 | 15 | 15 |   |
| Udinese        | 3        | 10 | 5  | 3  | 3  | 4  | 5  | 3  | 6  | 8  | 8  | 8  | 9  | 8  | 9  | 9  | 12 | 12 | 12 | 9  | 12 | 13 | 13 | 13 | 13 | 12 | 12 | 12 | 13 | 14 | 15 | 13 | 14 | 12 | 13 | 15 | 16 | 16 |   |
| Atalanta       | 11       | 6  | 8  | 11 | 16 | 17 | 14 | 16 | 16 | 16 | 17 | 17 | 17 | 14 | 16 | 17 | 17 | 17 | 15 | 15 | 15 | 16 | 17 | 17 | 17 | 17 | 17 | 17 | 17 | 17 | 17 | 17 | 17 | 17 | 17 | 17 | 17 | 17 |   |
| Cagliari       | 7        | 13 | 18 | 20 | 14 | 15 | 17 | 12 | 14 | 15 | 15 | 16 | 16 | 18 | 18 | 18 | 18 | 18 | 18 | 17 | 17 | 18 | 18 | 18 | 18 | 18 | 18 | 18 | 19 | 19 | 19 | 18 | 18 | 18 | 18 | 18 | 18 | 18 |   |
| Cesena         | 5        | 12 | 11 | 13 | 13 | 13 | 15 | 17 | 18 | 18 | 19 | 19 | 19 | 19 | 19 | 19 | 20 | 20 | 19 | 19 | 19 | 19 | 19 | 19 | 19 | 19 | 19 | 19 | 18 | 18 | 18 | 19 | 19 | 19 | 19 | 19 | 19 | 19 |   |
| Parma          | 16       | 19 | 13 | 16 | 18 | 18 | 20 | 20 | 20 | 19 | 20 | 20 | 20 | 20 | 20 | 20 | 19 | 19 | 20 | 20 | 20 | 20 | 20 | 20 | 20 | 20 | 20 | 20 | 20 | 20 | 20 | 20 | 20 | 20 | 20 | 20 | 20 | 20 |   |

## Kết quả
| Nhà \ Khách    | ATA | CAG | CES | CHV | EMP | FIO | GEN | HEL | INT | JUV | LAZ | MIL | NAP | PAL | PAR | ROM | SAM | SAS | TOR | UDI |
| -------------- | --- | --- | --- | --- | --- | --- | --- | --- | --- | --- | --- | --- | --- | --- | --- | --- | --- | --- | --- | --- |
| Atalanta       |     | 2–1 | 3–2 | 1–1 | 2–2 | 0–1 | 1–4 | 0–0 | 1–4 | 0–3 | 1–1 | 1–3 | 1–1 | 3–3 | 1–0 | 1–2 | 1–2 | 2–1 | 1–2 | 0–0 |
| Cagliari       | 1–2 |     | 2–1 | 0–2 | 1–1 | 0–4 | 1–1 | 1–2 | 1–2 | 1–3 | 1–3 | 1–1 | 0–3 | 0–1 | 4–0 | 1–2 | 2–2 | 2–1 | 1–2 | 4–3 |
| Cesena         | 2–2 | 0–1 |     | 0–1 | 2–2 | 1–4 | 0–3 | 1–1 | 0–1 | 2–2 | 2–1 | 1–1 | 1–4 | 0–0 | 1–0 | 0–1 | 1–1 | 2–3 | 2–3 | 1–0 |
| Chievo         | 1–1 | 1–0 | 2–1 |     | 1–1 | 1–2 | 1–2 | 2–2 | 0–2 | 0–1 | 0–0 | 0–0 | 1–2 | 1–0 | 2–3 | 0–0 | 2–1 | 0–0 | 0–0 | 1–1 |
| Empoli         | 0–0 | 0–4 | 2–0 | 3–0 |     | 2–3 | 1–1 | 0–0 | 0–0 | 0–2 | 2–1 | 2–2 | 4–2 | 3–0 | 2–2 | 0–1 | 1–1 | 3–1 | 0–0 | 1–2 |
| Fiorentina     | 3–2 | 1–3 | 3–1 | 3–0 | 1–1 |     | 0–0 | 0–1 | 3–0 | 0–0 | 0–2 | 2–1 | 0–1 | 4–3 | 3–0 | 1–1 | 2–0 | 0–0 | 1–1 | 3–0 |
| Genoa          | 2–2 | 2–0 | 3–1 | 0–2 | 1–1 | 1–1 |     | 5–2 | 3–2 | 1–0 | 1–0 | 1–0 | 1–2 | 1–1 | 2–0 | 0–1 | 0–1 | 3–3 | 5–1 | 1–1 |
| Hellas Verona  | 1–0 | 1–0 | 3–3 | 0–1 | 2–1 | 1–2 | 2–2 |     | 0–3 | 2–2 | 1–1 | 1–3 | 2–0 | 2–1 | 3–1 | 1–1 | 1–3 | 3–2 | 1–3 | 0–1 |
| Internazionale | 2–0 | 1–4 | 1–1 | 0–0 | 4–3 | 0–1 | 3–1 | 2–2 |     | 1–2 | 2–2 | 0–0 | 2–2 | 3–0 | 1–1 | 2–1 | 1–0 | 7–0 | 0–1 | 1–2 |
| Juventus       | 2–1 | 1–1 | 3–0 | 2–0 | 2–0 | 3–2 | 1–0 | 4–0 | 1–1 |     | 2–0 | 3–1 | 3–1 | 2–0 | 7–0 | 3–2 | 1–1 | 1–0 | 2–1 | 2–0 |
| Lazio          | 3–0 | 4–2 | 3–0 | 1–1 | 4–0 | 4–0 | 0–1 | 2–0 | 1–2 | 0–3 |     | 3–1 | 0–1 | 2–1 | 4–0 | 1–2 | 3–0 | 3–2 | 2–1 | 0–1 |
| AC Milan       | 0–1 | 3–1 | 2–0 | 2–0 | 1–1 | 1–1 | 1–3 | 2–2 | 1–1 | 0–1 | 3–1 |     | 2–0 | 0–2 | 3–1 | 2–1 | 1–1 | 1–2 | 3–0 | 2–0 |
| Napoli         | 1–1 | 3–3 | 3–2 | 0–1 | 2–2 | 3–0 | 2–1 | 6–2 | 2–2 | 1–3 | 2–4 | 3–0 |     | 3–3 | 2–0 | 2–0 | 4–2 | 2–0 | 2–1 | 3–1 |
| Palermo        | 2–3 | 5–0 | 2–1 | 1–0 | 0–0 | 2–3 | 2–1 | 2–1 | 1–1 | 0–1 | 0–4 | 1–2 | 3–1 |     | 2–1 | 1–1 | 1–1 | 2–1 | 2–2 | 1–1 |
| Parma          | 0–0 | 0–0 | 1–2 | 0–1 | 0–2 | 1–0 | 1–2 | 2–2 | 2–0 | 1–0 | 1–2 | 4–5 | 2–2 | 1–0 |     | 1–2 | 0–2 | 1–3 | 0–2 | 1–0 |
| AS Roma        | 1–1 | 2–0 | 2–0 | 3–0 | 1–1 | 2–0 | 2–0 | 2–0 | 4–2 | 1–1 | 2–2 | 0–0 | 1–0 | 1–2 | 0–0 |     | 0–2 | 2–2 | 3–0 | 2–1 |
| Sampdoria      | 1–0 | 2–0 | 0–0 | 2–1 | 1–0 | 3–1 | 1–1 | 1–1 | 1–0 | 0–1 | 0–1 | 2–2 | 1–1 | 1–1 | 2–2 | 0–0 |     | 1–1 | 2–0 | 2–2 |
| Sassuolo       | 0–0 | 1–1 | 1–1 | 1–0 | 3–1 | 1–3 | 3–1 | 2–1 | 3–1 | 1–1 | 0–3 | 3–2 | 0–1 | 0–0 | 4–1 | 0–3 | 0–0 |     | 1–1 | 1–1 |
| Torino         | 0–0 | 1–1 | 5–0 | 2–0 | 0–1 | 1–1 | 2–1 | 0–1 | 0–0 | 2–1 | 0–2 | 1–1 | 1–0 | 2–2 | 1–0 | 1–1 | 5–1 | 0–1 |     | 1–0 |
| Udinese        | 2–0 | 2–2 | 1–1 | 1–1 | 2–0 | 2–2 | 2–4 | 1–2 | 1–2 | 0–0 | 0–1 | 2–1 | 1–0 | 1–3 | 4–2 | 0–1 | 1–4 | 0–1 | 3–2 |     |

## Thống kê

### Ghi bàn hàng đầu
| Hạng | Cầu thủ            | Đội                | Số bàn thắng |
| ---- | ------------------ | ------------------ | ------------ |
| 1    | Mauro Icardi       | Internazionale     | 22           |
| 1    | Luca Toni          | Hellas Verona      | 22           |
| 3    | Carlos Tevez       | Juventus           | 20           |
| 4    | Gonzalo Higuaín    | Napoli             | 18           |
| 5    | Jérémy Ménez       | Milan              | 16           |
| 6    | Domenico Berardi   | Sassuolo           | 15           |
| 6    | Manolo Gabbiadini  | Sampdoria / Napoli | 15           |
| 8    | Antonio Di Natale  | Udinese            | 14           |
| 9    | Paulo Dybala       | Palermo            | 13           |
| 9    | Iago Falque        | Genoa              | 13           |
| 9    | Miroslav Klose     | Lazio              | 13           |
| 9    | Fabio Quagliarella | Torino             | 13           |

### Hat-trick
| Stt | Cầu thủ            | Đội            | Thi đấu với    | Tỷ số                                                     | Ngày       |
| --- | ------------------ | -------------- | -------------- | --------------------------------------------------------- | ---------- |
| 1   | Mauro Icardi       | Internazionale | Sassuolo       | 7–0                                                       | 14/9/2014  |
| 2   | Albin Ekdal        | Cagliari       | Internazionale | 4–1 Lưu trữ ngày 8 tháng 11 năm 2014 tại Wayback Machine  | 28/9/2014  |
| 3   | Filip Đorđević     | Lazio          | Palermo        | 4–0 Lưu trữ ngày 6 tháng 10 năm 2014 tại Wayback Machine  | 29/9/2014  |
| 4   | Gonzalo Higuaín    | Napoli         | Hellas Verona  | 6–2 Lưu trữ ngày 11 tháng 11 năm 2014 tại Wayback Machine | 26/10/2014 |
| 5   | Fabio Quagliarella | Torino         | Sampdoria      | 5–1 Lưu trữ ngày 1 tháng 2 năm 2015 tại Wayback Machine   | 1/2/2015   |
| 6   | Domenico Berardi   | Sassuolo       | AC Milan       | 3–2 Lưu trữ ngày 20 tháng 5 năm 2015 tại Wayback Machine  | 17/5/2015  |

### Số trận giữ sạch lưới
| Hạng | Cầu thủ            | Đội            | Số trận sạch lưới |
| ---- | ------------------ | -------------- | ----------------- |
| 1    | Gianluigi Buffon   | Juventus       | 18                |
| 2    | Morgan De Sanctis  | AS Roma        | 16                |
| 3    | Albano Bizzarri    | Chievo         | 12                |
| 4    | Samir Handanović   | Internazionale | 11                |
| 5    | Federico Marchetti | Lazio          | 10                |
| 5    | Emiliano Viviano   | Sampdoria      | 10                |
| 7    | Neto               | Fiorentina     | 9                 |
| 7    | Luigi Sepe         | Empoli         | 9                 |
| 9    | Andrea Consigli    | Sassuolo       | 8                 |
| 9    | Antonio Mirante    | Parma          | 8                 |